# Melanargia lucida
Melanargia lucida är en fjärilsart som beskrevs av Otto Staudinger 1882. Melanargia lucida ingår i släktet Melanargia och familjen praktfjärilar. Inga underarter finns listade i Catalogue of Life.